# Hygrolycosa strandi
Hygrolycosa strandi là một loài nhện trong họ Lycosidae.
Loài này thuộc chi Hygrolycosa. Hygrolycosa strandi được Lodovico di Caporiacco miêu tả năm 1948.